# Азазелло (персонаж)
Азазелло (у ранніх редакціях роману — Фіелло) — літературний персонаж роману Михайла Булгакова «Майстер і Маргарита», демон, член почту Воланда, «демон безводної пустелі, демон-убивця».

## Опис
Прямо з дзеркала трюмо вийшов маленький, але надзвичайно широкоплечий, у котелку на голові і з іклом, яке стирчало з рота, що спотворювало й без того небачено мерзенну фізіономію. І при цьому ще вогненно-рудий.
— частина I, гл. 7
Однак у романі представлено і його справжній вигляд:
Збоку всіх летів, виблискуючи сталлю збруї, Азазелло. Місяць змінив і його обличчя. Зникло безслідно безглузде потворне ікло, і кривоокість виявилася фальшивою. Обидва ока Азазелло були однакові, порожні і чорні, а обличчя біле і холодне. Тепер Азазелло летів у своєму справжньому вигляді, як демон безводної пустелі, демон-убивця.— частина II, гл. 32

## Походження
Ім'я Азазелло сходить до героя апокрифів книги Еноха (Старий Завіт) грішного ангела на ім'я Азазель (івр. עזאזל - демон). За переказами, Азазель був прапороносцем армії Пекла.
 І Азазель навчив людей робити мечі, ножі, щити, броню, дзеркала, браслети і різні прикраси; навчив розписувати броні, вживати дорогоцінні камені і всякого роду прикраси, так що земля розбестилася.
— Енох 14
Ймовірно, Булгакова «привернуло» поєднання в одному персонажі здатності до зваблювання та вбивства. Саме за підступного звабника приймає Азазелло Маргарита під час їх першої зустрічі в Олександрівському саду. Але головна функція Азазелло в романі пов'язана з насильством. Він викидає Степана Богдановича Лиходеєва з Москви в Ялту, виганяє з «недоброї квартири» дядька Михайла Олександровича Берліоза Поплавського, вбиває з револьвера барона Майгеля.
У ранніх редакціях це вбивство Азазелло здійснював за допомогою ножа, більш належного йому як винахіднику всієї холодної зброї на світі. А в «недобрій квартирі» Азазелло з'являється через дзеркало, тобто теж за допомогою свого власного винаходу.

## Образ Азазелло в кінематографі
| Назва               | Країна           | Рік        | Режисер            | У ролі Азазелло     | Примітки   |
| ------------------- | ---------------- | ---------- | ------------------ | ------------------- | ---------- |
| Майстер і Маргарита | Італія Югославія | 1972       | Олександр Петрович | Павле Вуїсич        |            |
| Майстер і Маргарита | Польща           | 1988— 1990 | Мацей Войтишко     | Маріуш Бенуа        | телесеріал |
| Майстер і Маргарита | Росія            | 1994       | Юрій Кара          | Володимир Стеклов   |            |
| Майстер і Маргарита | Росія            | 2005       | Володимир Бортко   | Олександр Філіпенко | телесеріал |